# هايلي لويس
هايلي لويس (بالإنجليزية: Hayley Lewis) (و. 1974  م) هي سبّاحة أسترالية، ولدت في بريزبان، شاركت في الألعاب الأولمبية الصيفية 2000، وسباحة في الألعاب الأولمبية الصيفية 1992 – سيدات 400 متر حر ‏، وسباحة في الألعاب الأولمبية الصيفية 1992 – سيدات 800 متر حر ‏، والألعاب الأولمبية الصيفية 1992، والألعاب الأولمبية الصيفية 1996، ودورة ألعاب الكومنولث 1994.

## التعليم
تعلمت في ثانوية بريزبان الرسمية ‏.

## جوائز
حصلت على جوائز منها:
- ميدالية ترتيب أستراليا
- وسام الرياضة الاسترالية  [لغات أخرى]‏.

## وصلات خارجية
- هايلي لويس على موقع IMDb (الإنجليزية)
- هايلي لويس على موقع الاتحاد الدولي للسباحة (الإنجليزية)
- هايلي لويس على موقع SwimRankings.net (الإنجليزية)
- هايلي لويس على موقع اللجنة الأولمبية الدولية (الإنجليزية)
- هايلي لويس على موقع أوليمبيديا (الإنجليزية)
- هايلي لويس على موقع اللجنة الأولمبية الأسترالية (الإنجليزية)
- هايلي لويس على موقع اتحاد ألعاب الكومنولث (مؤرشف) (الإنجليزية)
- هايلي لويس على موقع قاعة أستراليا للمشاهير الرياضية (الإنجليزية)

- هايلي لويس في قاعدة بيانات الأفلام على الإنترنت
- هايلي لويس  على موقع SportsReference  - سبورتس رفرنس